# Turdus swalesi
El zorzal de La Española o tordo de La Salle (Turdus swalesi) es una especie de ave paseriforme de la familia de los túrdidos. 

## Ubicación geográfica y hábitat
Es endémico de la isla caribeña La Española, donde existen poblaciones tanto en Haití como en República Dominicana. 
Su hábitat natural son los bosques húmedos montanos  por encima de 1.300 m.
Está clasificado como en peligro por la IUCN fragmentación y perdida de su hábitat.